# 39/スムーズ
39/スムーズ (39/Smooth)は、アメリカのロックバンド、グリーン・デイのファースト・アルバム。1990年4月13日に発売。1991年に発売されたアルバム「1,039/スムーズド・アウト・スラッピー・アワーズ」はこのアルバムに収録された曲を元に制作された。

## 収録曲
1. アット・ザ・ライブラリー - "At the Library"  - 2:26
2. ドント・リーヴ・ミー - "Don't Leave Me" - 2:37
3. アイ・ワズ・ゼア - "I Was There" - 3:36
4. ディスアピアリング - ・ボーイ - "Disappearing Boy" - 2:52
5. グリーン・デイ - "Green Day" - 3:29
6. ゴーイング・トゥ・パサルッカ - "Going to Pasalacqua" - 3:30
7. １６ - "16" - 3:24
8. ロード・トゥ・アクセプタンス - "Road to Acceptance" - 3:35
9. レスト - "Rest" - 3:05
10. ザ・ジャッジズ・ドーター - "The Judge's Daughter" - 2:34

## メンバー
- ビリー・ジョー・アームストロング - ボーカル、ギター
- マイク・ダーント - ベース、バッキングボーカル
- アル・ソブランテ - ドラムス